# Куай
Куай — це китайська страва, що складається з тонко нарізаних смужок сирої риби або м'яса, яке була популярна і широко вживалася в їжу в епоху ранніх китайських династій. Згідно з «Книгою обрядів», складеною між 202 роком до н. е. та 220 роком н. е., куай складається з невеликих тонких скибочок або смужок сирого м'яса, які готують спочатку тонко нарізаючи м'ясо, а потім розрізаючи тонкі скибочки на смужки. У наш час цю страву частіше називають «скибочками сирої риби» (生魚片; shēngyú piàn) або «юшен» (魚生; yúshēng). У давнину зазвичай використовували коропа (鯉) та мандаринову рибу (鳜), а в сучасний час зазвичай використовують лосося (鮭).

## Історичні відомості
Страви з сирої риби та м'яса, відомі під загальною назвою куай, були вперше задокументовані в Китаї в епоху династії Чжоу (1045—256 рр. до н. е.) і згадуються у Класиці поезії, Класиці обрядів, Аналектах та Менсіус. Спорідненим методом приготування є сюань, який передбачає нарізання сирого м'яса великими тонкими шматками на кшталт карпаччо, проте термін куай використовувався для позначення цього методу. Куай воліли готувати з сирої яловичини та баранини чи риби, наприклад, коропа, а м'ясо дикого оленя та кабана готували як сюань. Тонкість скибочок чи смужок була важливим чинником з метою оцінки якості страви. За часів династії Чжоу та в період Воюючих держав широко вживали куай із усіх видів фауни.
За часів династій Цінь (221—206 рр. до н. е.) та Хань (206 р. до н. е. — 220 р. н. е.) куай з м'яса сухопутної фауни став менш популярним, і цей термін все частіше використовувався для позначення тонко нарізаної сирої риби. Ця страва широко вживалася всіма станами, що збігається з появою ієрогліфа kuài (鱠) з його рибним радикалом (魚) у цей період (поряд з ієрогліфом 膾 з м'ясним радикалом «Standing meat.png»). Окрім того, такі ієрогліфи, як huì (суб) з радикалом вогню (화), були введені для позначення риби, яка смажиться на грилі до рідкої стадії, а потім тонко нарізається, подібно японським татакам. Справді, куай і сира риба були настільки поширені, що Ін Шао написав у «Фенсу тун'ї», рукопису, що описує дивні та екзотичні практики різних культур і народів, що «в Чжу та Е сира риба не вживається», натякаючи на сприймається дивина вживання риби у сирому вигляді. Саме в цей період було створено знамениту страву цзіньцзі юкуай (金齏玉膾) та супутній йому соус бахецзи (八和齏).
Хоча ця страва була широко поширена наступні китайські династії, вона мала дуже високий статус китайської кухні.[9] Китайські лікарі того часу іноді рекомендували утриматися від його вживання через реальну можливість серйозних захворювань, викликаних мухами та іншими паразитичними організмами, проте багато видатних китайських осіб (включаючи Цао Чжі та Чэнь Ден) зберігали сильну прихильність до цієї страви. Вважалося, що застосування сильно ароматизованих спецій, таких як гірчиця або сичуанський перець, може зробити страву безпечною для вживання.
Споживання куай у Китаї різко скоротилося на час правління династії Цин. З того часу більшість китайських страв готують, хоча в чаочжоуській (теохевській) страві під назвою Юшен використовується сира риба.